# Zakuski
El terme zakuski o zakuskis és un terme rus que designa els entremesos.

## Ús del terme zakouski a la cuina russa
Els zakouski o zakuskis (del rus закуски [zɐˈkuskʲɪ], plural de закуска) són els entremesos típics de la cuina russa. A vegades es presenten tots a l'hora com si fos un "buffet lliure". La seva funció pot ser d'aperitiu o d'entrant segons el moment i l'abundor. Se sol intercalar cada ració amb un glop de vodka o altra beguda alcohòlica. La paraula significa literalment una cosa per mossegar després. Probablement es va originar i va ser influenciada per la fusió de les cultures eslaves, nòrdiques-viquíngues i orientals a les regions primerenques precursores de Rússia com la República de Novgorod. La tradició del zakuski està enllaçada amb el brännvinsbord finès i noruec, que també és l'ancestre del modern smörgåsbord, i amb el meze de l'imperi Otomà i d'altres cultures del Mitjà Orient.
Són d'una gran varietat Es componen sobretot d'embotits, de peixos (arengs marinats o fumats), de caviar (ous de peixos : salmó, esturió) combinat com ara amb albergínia, de cogombres feblement salats (malossol), d'amanides diverses…
Són servits en aperitius i tenen una plaça important a la cuina russa o la cuina armènia i asquenazita, particularment durant les recepcions. Se serveixen habitualment a una altra cambra que aquella de l'àpat.

## Altres significats
En el periodisme, a França aquest terme és utilitzat per a indicar articles molt breus proposats a les primeres pàgines d'una revista, amb l'objectiu de «atrapar» el lector
A Bèlgica, el mot «zakouski» és igualment utilitzat per a designar una botifarra petita envoltada de pasta fullada així com les pastes i mises en bouche de manera més general.